# Dorothy Mackaill
Dorothy Mackaill (4 de marzo de 1903 - 12 de agosto de 1990) fue una actriz estadounidense nacida en el Reino Unido, que trabajó principalmente en el cine mudo y en los primeros años treinta.

## Biografía
Nacida en Hull, Inglaterra, Dorothy Mackaill vivió con su padre a partir de los once años de edad, tras la separación de este y su madre. Siendo adolescente, Mackaill fue a Londres a fin de hacer una carrera teatral como actriz. Tras desplazarse temporalmente a París, Francia, conoció a un coreógrafo de Broadway que la persuadió para viajar a Nueva York, donde entraría a formar parte de las Ziegfeld Follies, haciendo amistad con las futuras actrices cinematográficas Marion Davies y Nita Naldi.
En 1920, Mackaill había iniciado el paso de "Chica Follies" a actriz de cine, y ese mismo año debutó en el cine con la película de misterio dirigida por Wilfred Noy The Face at the Window. Mackaill también actuó en varias comedias en 1920 junto al actor Johnny Hines. En 1921 actuó con Anna May Wong, Noah Beery, y Lon Chaney en el drama dirigido por Marshall Neilan Bits of Life. En los años siguientes, Mackaill trabajaría junto a actores populares tales como Richard Barthelmess, Rod La Rocque, Colleen Moore, John Barrymore, George O'Brien, Bebe Daniels, Milton Sills y Anna Q. Nilsson.
En 1924, Mackaill obtuvo el papel principal en el drama The Man Who Came Back, junto al ídolo George O'Brien. Su personaje de la cantante de nightclub Marcelle la catapultó al estatus de estrella de Hollywood y su carrera siguió progresando a lo largo del resto de la década. Ese mismo año fue nombrada una de las WAMPAS Baby Stars por la Western Association of Motion Picture Advertisers de los Estados Unidos, la cual otorgaba el título anualmente a trece jóvenes que se consideraban las más prometedoras de la industria. Otras galardonadas ese año fueron Clara Bow, Julanne Johnston y Lucille Ricksen.
En 1926 Mackaill se casó con el exitoso director de cine Lothar Mendes, pero la unió solo duró dos años, y acabó en divorcio. Se casó dos veces más: de 1931 a 1934 con Neil Miller, y de 1934 a 1938 con Harold Patterson, acabando ambos matrimonios en divorcio.
El paso del cine mudo al cine sonoro entre finales de los años veinte e inicios de los treinta dejó a Makaill en una situación similar a la de muchos de sus contemporáneos del cine mudo; Mackaill fue rápidamente olvidada por los ejecutivos de los estudios en favor de nuevos talentos a la espera de atraer al público americano nuevamente a los cines, en un momento en el que Estados Unidos se hundía en la Gran Depresión. 
El contrato de Mackaill con First National Pictures no fue renovado cuando expiró en 1931, por lo que pasó a ser una actriz independiente. Su papel más importante en esta época fue en la película de 1932 de Columbia Pictures Love Affair (Juventud moderna), con un joven Humphrey Bogart como protagonista masculino. Rodó varias películas para MGM, Paramount Pictures y Columbia Pictures antes de retirarse en 1937 durante varios años, a fin de cuidar a su anciana madre.
Dorothy Mackaill ocasionalmente salió de su retiro para actuar en papeles para la televisión, sobre todo en varios episodios de la serie de los años sesenta y setenta Hawaii Cinco 0, la cual se rodaba en el lugar en el que Mackaill había vivido durante décadas.
Dorothy Mackaill falleció a causa de un fallo renal en Honolulu, Hawái, en 1990, a los 87 años de edad. Fue incinerada y sus cenizas esparcidas por la playa de Waikiki.